# Francesco Hupazoli
Francesco Hupazoli (Casale Monferrato, Regne de Sardenya, 15 de març de 1587 - 27 de gener de 1702) va ser un mercader piemontès supercentenari que es va establir a Quios. També va actuar com Cònsol de la República Veneciana a Esmirna. És especialment conegut per haver dut un estil de vida peculiar amb una dieta estricta que el va fer viure 115 anys, durant tres segles. Es va casar 5 vegades, i va tenir 24 fills legítims i 25 il·legítims. Del seu cinquè matrimoni, que va tenir lloc als 99 anys, va tenir 4 fills. Va deixar en manuscrit un diari complet dels principals esdeveniments de la seva vida.

## Recensions
Els detalls que es coneixen de la seva vida provenen dels seus propis escrits i de les diverses recensions que se'n van fer. Una de les descripcions més completes la fa el filòsof i físic alemany Georg Christoph Lichtenberg a partir d'un article publicat el 1787 al Hannöverches Magazin. Al seu recull de reflexions Sudelbücher (Quaderns de notes), a l'apunt numerat com 928 del Quadern J (1789-1793), i intitulat Que l'imiti qui pugui, escriu:
Hupazoli va viure en tres segles. Va néixer a Casale el 15 de març de 1587 i va morir el 27 de gener de 1702. Es va casar amb cinc dones amb les quals va tenir vint-i-cinc fills, i a més d'aquesta xifra va deixar també vint-i-cinc bastards. No bevia mai res més que aigua, no fumava pas, menjava poc però bé, especialment caça i fruita, i com que pensava que això ja li proporcionava prou humitat, passava mesos i mesos sovint bevent només suc d’herba escurçonera (Scorzonera Limm.). No acudí mai a tiberis per tal de sopar sempre d’hora i poder anar a gitar-se mitja hora després. Ens deixà vint-i-dos voIums on va quedar escrit tot el que havia fet. No li van fer mai una sagnia ni va necessitar cap altre medicament més que la seva dieta. AIs cent anys els seus cabells grisos es tornaren negres. AIs cent nou va perdre les dents, però quatre anys després li'n van sortir dues més, i així tot. (Vg. Hannöverches Magazin, 1787, núm. 38 del Berlinisches Intelligentzblatt.)
A la New American Cyclopædia (1858) s'hi donen algunes dades més, extretes en part dels escrits d'Hupazoli: Els seus pares el van enviar a Roma per ser educat, i l'obligaren a entrar al seminari. Va viatjar per Grècia i el Llevant, i a Quíos es va casar el 1625 i es va dedicar al comerç. Als 82 anys va ser nomenat cònsol de Venècia. Era de caràcter amable i complia amb les seves obligacions religioses; assistia a missa cada matí, després caminava unes quantes hores, i al tornar es dedicava a la seva correspondència i dedicava la resta del seu temps a la societat. Va estar malalt per primera vegada l'any 1701, quan va tenir una febre que va durar 15 dies, i va romandre sord durant 8 mesos després de la seva recuperació. Als 100 anys, els seus cabells, barba i celles, que eren blancs, van tornar a ser negres. Als 112 anys li van sortir dues dents noves, però abans de morir ja les havia perdut totes i vivia de sopes. Va patir l'últim any de la seva vida de pedres al ronyó i va morir d'un refredat.